# Peter C. Newman

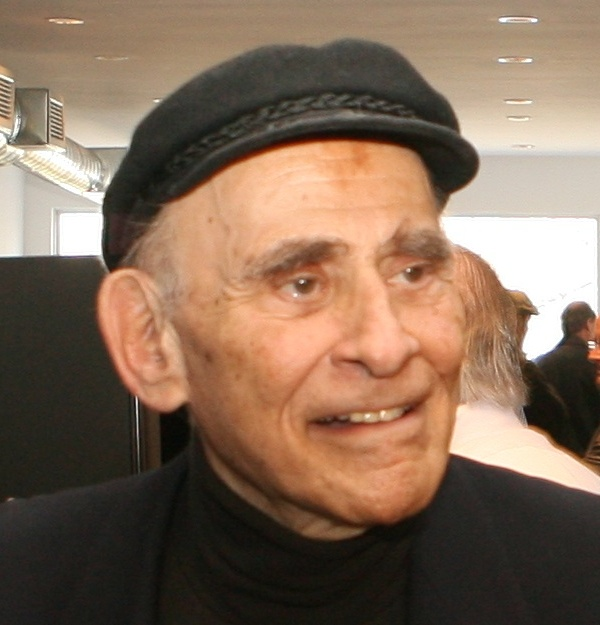
Peter C. Newman, 2010

Peter Charles Newman, CC, CD (* 10. Mai 1929 in Wien, Österreich; † 7. September 2023 in Belleville, Ontario, Kanada) war ein kanadischer Schriftsteller und Journalist, der in Österreich geboren wurde.

## Leben
In Wien 1929 als Peta Karel Neumann geboren, emigrierte er 1939 zusammen mit seinen Eltern aus der vom Dritten Reich okkupierten Tschechoslowakei als jüdischer Flüchtling ins Vereinigte Königreich und 1940 weiter nach Kanada. Sein säkularisierter Vater Oscar Neumann war ein wohlhabender Firmenbesitzer gewesen. Newman besuchte das Upper Canada College, wo er Mitglied im Seaton’s House war, und studierte an der University of Toronto. Dort erwarb er 1950 den Bachelor und 1953 den Master und arbeitete in der Zeit von 1950 bis 1955 als Nachrichtenredakteur bei der Financial Post.
Er trat 1947 als einfacher Seemann in die Royal Canadian Navy Reserve ein. Er erreichte später den Rang eines Captains, nachdem er 50 Jahre lang in der Marinereserve gedient hatte. Im Oktober 2012 trat er der Fakultät des Royal Military College of Canada (RMC) als dessen erster Journalist bei. In dieser Funktion war er an den Graduierten- und Grundkursen des RMC beteiligt und hielt Vorträge zu Themen aus Wirtschaft, Politik und Geschichte.
Newman arbeitete als Reporter für die Financial Post, avancierte dann zum Herausgeber des Toronto Star und war über lange Zeit Herausgeber von Maclean’s, dessen Umgestaltungsprozess in ein wöchentliches Nachrichtenmagazin er leitete und bis in seine letzten Jahre eine Kolumne für dieses Magazin verfasste. 1978 ernannte man ihn zum Officer of the Order of Canada und erhob ihn 1990 in den Rang eines Companion.
Peter C. Newman wurde allgemein für sein tiefgreifendes Wissen über die kanadischen Wirtschaftsmagnaten respektiert. Sein 1975 erschienenes Buch, The Canadian Establishment, wurde von der Kritik allgemein gelobt. Dabei hatte er seinen Ruf als Autor bereits in den 1960er Jahren mit zwei Werken gefestigt: Renegade in Power: The Diefenbaker Years (1963), eine Studie über die Regierung von Premier John Diefenbaker, die den Aussagen mancher Kritiker zufolge half, die politische Karriere des führenden Tory-Politikers zu zerstören, und The Distemper of Our Times (1968), eine Untersuchung der kanadischen Innenpolitik während der Ära Lester Pearsons.
1999 gewann er für sein Werk Titans: How the New Canadian Establishment Seized Power den zu den BC Book Prizes gehörenden Hubert Evans Non-Fiction Prize.
Am 12. September 2005 kündigte Newman die Veröffentlichung von The Secret Mulroney Tapes: Unguarded Confessions of a Prime Minister, eine Biografie über den früheren kanadischen Premierminister Brian Mulroney, an, den er als seinen Freund betrachtete. Es sickerten Details über mehrere überraschende Indiskretionen durch, wobei es insbesondere um ein Zitat Mulroneys ging, welches lautete, sein Amtsvorgänger Pierre Trudeau habe nicht etwa an Kanadas Aufbau mitgewirkt, sondern an Kanadas Zerstörung. Bereits am selben Tag veröffentlichte Mulroney eine Presseverlautbarung, dass er verstört sei und sich betrogen fühle, weil eine vertrauliche Mitteilung von einem vermeintlichen Freund an die Öffentlichkeit weitergegeben würde. Kurz nach der Veröffentlichung des Buches reichten sowohl Mulroney als auch Conrad Black eine Klage gegen Newman ein. Dessen ungeachtet veröffentlichte zwei Jahre später Mulroney selbst seine umfangreiche Autobiografie, Memoirs 1939–1993, die durch entsprechende Angriffe gegen Trudeau auffiel.
Newman war viermal verheiratet, davon einmal mit der Schriftstellerin Christina McCall (Heirat: 1959). Eine weitere Frau Newmans war Camilla Jane Turner, die er am 12. August 1978 heiratete. Er lebte mit seiner vierten Ehefrau, Alvy Newman, in Toronto, Ontario.
Im September 2023 starb Newman im Alter von 94 Jahren.

## Werk
- Flame of Power: Intimate Profiles of Canada’s Greatest Businessmen. 1959
- Renegade in Power: The Diefenbaker Years. 1963
- The Distemper of Our Times: Canadian Politics in Transition. 1968
- A Nation Divided: Canada and the Coming of Pierre Trudeau. 1969
- Their turn to curtsy: your turn to bow; election handbook. 1972
- Home Country: People, Places, and Power Politics. 1973
- The Canadian Establishment: Volume One: The Old Order. 1975
- Bronfman Dynasty: The Rothschilds of the New World. 1978
- The Canadian Establishment: Volume Two: The Acquisitors. 1981
- The Establishment Man: Conrad Black, A Portrait of Power. 1982
- True North, Not Strong and Free: Defending the Peaceable Kingdom in the Nuclear Age. 1983
- Drawn & Quartered: The Trudeau Years. 1984
- A History of the Hudson Bay Company: Volume One: Company of Adventurers. Penguin Books Canada, Markham, Ontario 1985, ISBN 0-670-80379-0.
- A History of the Hudson Bay Company: Volume Two: Caesars of the Wilderness. 1987
- Empire of the Bay: An Illustrated History of the Hudson Bay Company. 1989
- A History of the Hudson Bay Company: Volume Three: Merchant Princes. 1991
- Canada: The Great Lone Land. 1989
- Canada 1892: Portrait of a Promised Land. 1991
- Promise of the Pipeline. 1993
- Nortel, Northern Telecom: Past, Present, Future. 1995
- The Canadian Revolution: From Deference to Defiance. 1995
- Defining Moments: Dispatches from an Unfinished Revolution. 1996
- Vancouver: The Art of Living Well. 1996
- The Canadian Establishment: Volume Three: The Titans. 1998
- Sometimes a Great Nation: Will Canada Belong to the 21st Century? 1998
- Canada: The Land that Shapes Us. 1998
- Continental Reach. 2002
- Here Be Dragons: Telling Tales of People, Passion and Power (Autobiografie) 2004
- The Secret Mulroney Tapes: Unguarded Confessions of a Prime Minister. M & S, Toronto 2005, ISBN 978-0-7710-6796-9.
- Izzy: The Passionate Life and Turbulent Times of Izzy Asper, Canada’s Media Mogul. 2008
- Heroes: Canadian Champions, Dark Horses, and Icons. 2010
- Mavericks: Canadian Rebels, Renegades, and Anti-Heroes. 2010
- When the Gods Changed: The Death of Liberal Canada (Originaltitel: Michael Ignatieff: The Man In Full) 2011.

## Auszeichnungen
- 1999: Hubert Evans Non-Fiction Prize für Titans: How the New Canadian Establishment Seized Power